# Stazione di Bisuschio-Viggiù
Stazione di Bisuschio-Viggiù vasútállomás Olaszországban, Lombardia régióban, Bisuschio településen.

## Vasútvonalak
Az állomást az alábbi vasútvonalak érintik:
- Varese-Porto Ceresio-vasútvonal

## Kapcsolódó állomások
A vasútállomáshoz az alábbi állomások vannak a legközelebb:
- Arcisate railway halt (Stazione di Varese, Varese-Porto Ceresio-vasútvonal)
- Stazione di Porto Ceresio (Stazione di Porto Ceresio, Varese-Porto Ceresio-vasútvonal)